# Самохин, Анатолий Николаевич
Само́хин Анато́лий Никола́евич (17 [30] ноября 1905, Кузнецк — 29 мая 1981, Рязань) — участник Великой Отечественной войны, командующий артиллерией 295-й стрелковой дивизии 2-й гвардейской армии 4-го Украинского фронта, полковник.

## Биография

Бюст А. Н. Самохина в Кузнецке

Родился 17 (30) ноября 1905 года в городе Кузнецк в семье рабочего. В 1921 году окончил 8 классов в Кузнецке, работал слесарем на заводе. Состоял бойцом частей особого назначения по охране государственных учреждений, участвовал в ликвидации кулацких банд.
В Красную Армию призван в 1924 году Кузнецким райвоенкоматом. В 1928 году окончил Киевскую артиллерийскую школу. Член КПСС с 1940 года.
На фронтах Великой Отечественной войны с июня 1941 года. За войну дважды был ранен.
Командующий артиллерией 295-й стрелковой дивизии полковник А. Н. Самохин в районе реки Молочная и города Мелитополь на Украине, организуя бой по прорыву вражеской обороны, постоянно находился в боевых порядках воинских частей. За время боёв в период с 4 по 22 октября 1943 года вверенная полковнику Самохину А. Н. артиллерия подбила 6 танков, подавила 62 пулемётные точки, 11 артиллерийских батарей, уничтожила 1700 солдат и офицеров противника.
Указом Президиума Верховного Совета СССР от 1 ноября 1943 года за умелое командование дивизионной артиллерией, образцовое выполнение боевых заданий командования на фронте борьбы с немецко-фашистским захватчиками и проявленные при этом мужество и героизм полковнику Самохину А. Н. присвоено звание Героя Советского Союза с вручением ордена Ленина и медали «Золотая Звезда» (№ 1287).
После окончания войны А. Н. Самохин продолжал службу в армии. В 1951 году окончил Высшие академические курсы при Военной академии имени Ф. Э. Дзержинского. С 1954 года А. Н. Самохин — в запасе.
Жил в Рязани, вёл активную работу по военно-патриотическому воспитанию молодёжи.
Скончался 29 мая 1981 года. Похоронен в Рязани, на Скорбященском кладбище.

## Награды
- Медаль «Золотая Звезда»;
- два Ордена Ленина;
- четыре ордена Красного Знамени;
- орден Кутузова II степени;
- орден Красной Звезды;
- медали.

## Память
- Бюст А. Н. Самохина установлен на Холме Воинской Славы в Кузнецке.
- На доме в Рязани, где проживал Самохин А. Н., установлена памятная табличка.